# Instituto de Infectologia Emílio Ribas
Instituto de Infectologia Emílio Ribas (IIER), também conhecido como Hospital Emílio Ribas,  é um hospital público brasileiro especializado em infectologia localizado em São Paulo. É um dos primeiros a tratar de casos de vírus da imunodeficiência humana (VIH) no país. A sede do Hospital situa-se próxima à estação Clínicas do Metrô de São Paulo, perto da Faculdade de Medicina e do Hospital das Clínicas da Universidade de São Paulo.
As duas edificações e o portão original do instituto são tombados a nível municipal. A resolução que decidiu o tombamento descreve que "o conjunto formado pelos pavilhões remanescentes do antigo Hospital de Isolamento de São Paulo (atual Hospital Emílio Ribas) e seu portão original apresenta inestimável valor histórico, arquitetônico e ambiental."

## História

### Origens e construção

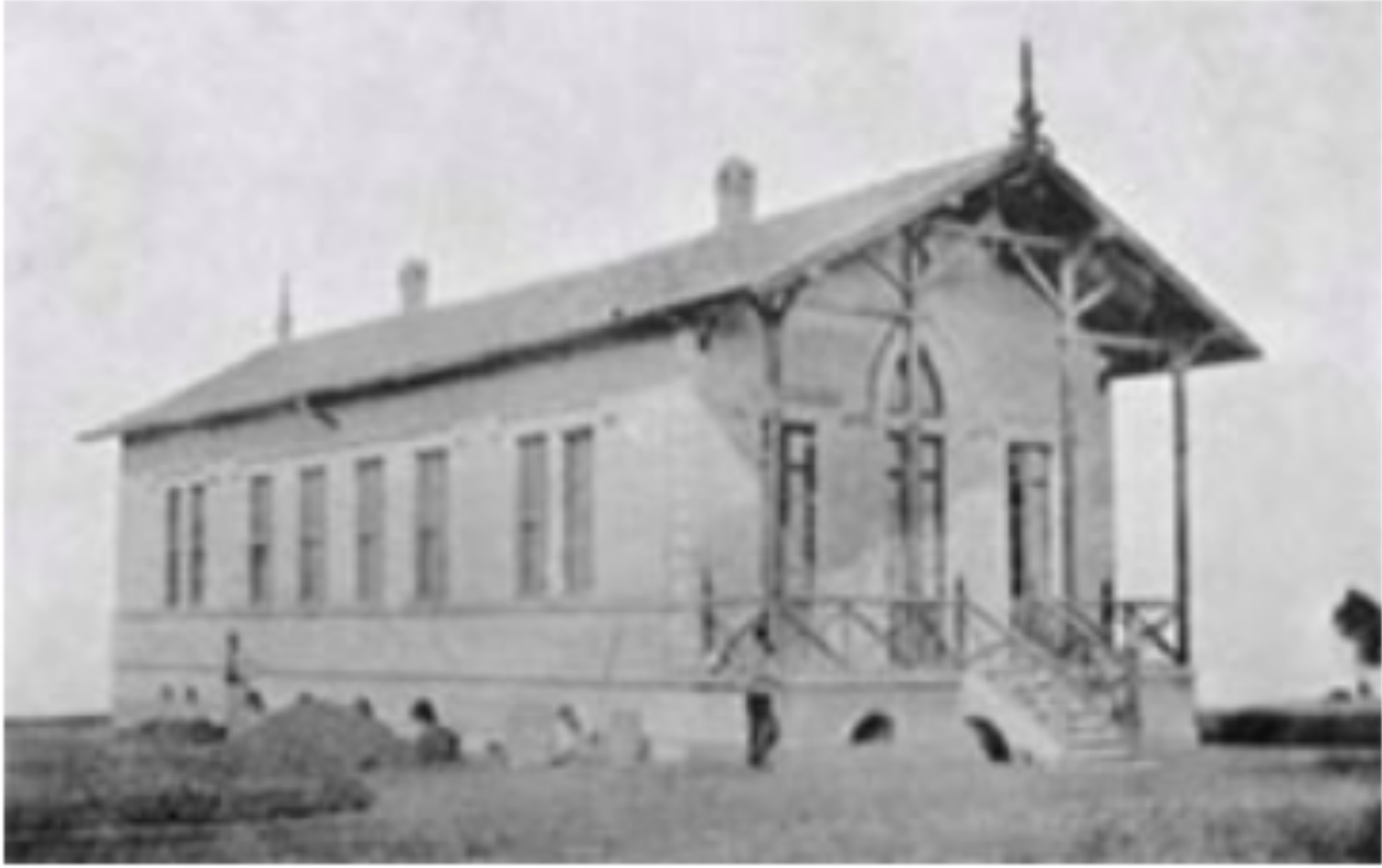
Pavilhão de Observação do Hospital de Isolamento em 1894, reponsável pela triagem dos pacientes

No final do século XIX, doenças altamente infecciosas, em especial a varíola, causavam enormes problemas de saúdes.  Em 1875, José Guedes Portilho, vereador da província de São Paulo, afirmou em discurso que era "urgente a abertura de um lazareto na capital, onde possa ser recolhidos os infelizes acometidos de varíola".
A necessidade levou à construção do hospital, e as obras começaram em 1876 e duraram 4 anos. Em 1880, foi inaugurado o hospital, sob a alcunha de Lazareto dos Variolosos.  Situado na a estrada de Pinheiros  (ao lado da avenida Rebouças), distante do centro populacional da cidade da época,  foi renomeado m 1888 como Hospital de Isolamento. Além de varíola, nas primeiras décadas o hospital lidava com surtos de doenças como febre amarela, difteria, febre tifoide, escarlatina e meningite meningocóccica.
Em 1898, o médico Emílio Ribas assumiu o controle do Hospital de Isolamento indiretamente, devido à sua nominação como diretor do Serviço Sanitário. Nas dependências do Hospital de Isolamento, em 1901, Emílio RIbas confirmou, ao lado de Adolfo Lutz a transmissão da febre amarela por picadas de mosquito. O experimento  (que contou também com mais 4 voluntários) se tornou conhecido pelos voluntários terem se deixado picar por mosquitos infectados e 3 deles desenvolveram sintomas.

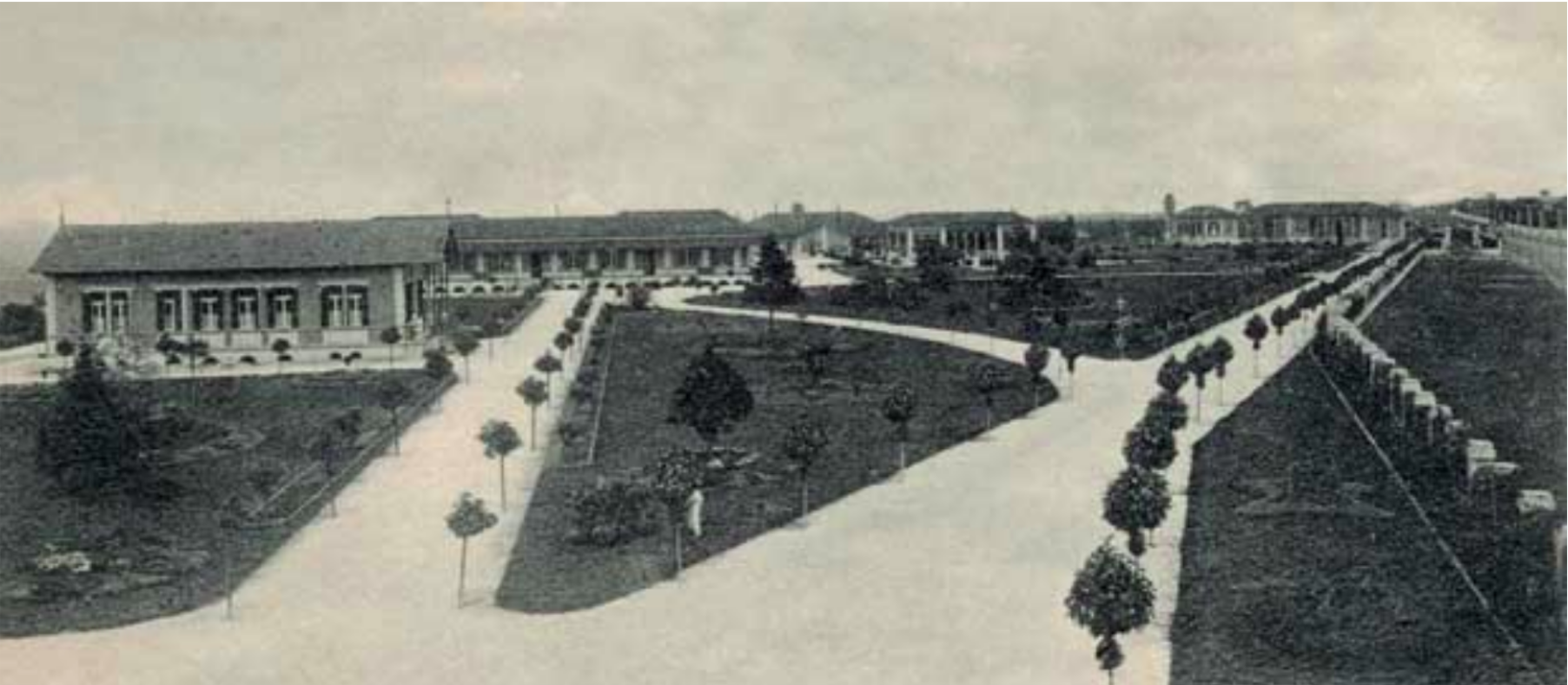
Vista aérea do Hospital de Isolamento em 1902

Em 1932, o Hospital de Isolamento foi renomeado como Hospital Emílio Ribas, após uma doação da viúva de Emílio, Maria Carolina Bulcão, à campanha paulista na Revolução Constitucionalista de 1932. Em 1991, outra renomeação mudou o nome oficial para Instituto de Infectologia Emílio Ribas.
O ano de 1968 foi o último no qual o Hospital recebeu pacientes de varíola (o motivo principal de sua construção 88 anos antes). Um estudo de 2008 analisou os dados sobre pacientes do  Emílio de Ribas de 1898 a 1970, mostrando a série histórica das 11.393 internações de pacientes com varíola no local.
Em 1983, foi o primeiro hospital a abrigar um centro dedicado ao combate à AIDS no Brasil, mantendo-se como uma referência no tratamento da doença até os dias atuais.
Em 2005, uma exposição comemorativa aos 125 anos do Instituto Emílio Ribas foi organizada pela Secretaria de Saúde do Estado de São Paulo na Estação Sé do metrô.
A história do instituto foi capturada em detalhes no livro Do Lazareto Dos Variolosos Ao Instituto De Infectologia Emilio Ribas: 130 Anos De História Da Saúde Pública No Brasil. O livro está disponível para consulta em diversas bibliotecas de acesso público da Universidade de São Paulo.

### Pandemia de COVID-19 em São Paulo
O hospital Emílio RIbas participa ativamente da rede de hospitais no combate a Pandemia de COVID-19 no estado de São Paulo.  Em 17 de abril de 2020, o hospital anunciou que 100% de seus leitos de UTI estavam lotados.  A ala de UTI conta com apenas 30 leitos, mas recebeu solicitações de mais de 40 vagas em apenas 1 dia. Em 15 de abril,  David Uip, médico que participa da coordenação do combate ao coronavírus no estado de, prometeteu qu a capacidade de UTI do hospital seria aumentada para 50 leitos em até duas semanas.
Uma reforma anunciada em agosto de 2013 ainda não foi concluída, com diversos problemas administrativos. Os problemas relacionados à reforma ganharam destaque na mídia durante a epidemia de COVID-19.

## Estrutura

### Arquitetura
A concepção arquitetônica original do prédio seguiu os modelos de hospitais de isolamento estudados pelo arquiteto francêss Jacques Tenon.

### Biblioteca
A Biblioteca do Instituto de Infectologia Emílio Ribas (IIER) existe oficialmente já desde 1967, sendo parte integrante do Serviço de Informação e Documentação Científica (SIDC) instituído em 1991 por Decreto Estadual (n° 33.408).
O SIDC possui atualmente um acervo de mais de 4.500 títulos (livros) nacionais e estrangeiros além de 45.000 fascículos de periódicos, alguns deles exclusivos na América do Sul, tanto pela especificidade do seu tema (sempre relacionado à Infectologia) quanto por serem edições  por demais antigas, ou seja, disponíveis apenas em papel (nunca digitalizadas).

### Unidades
Além da unidade principal do instituto, situada em São Paulo, próxima ao metrô Clinicas, o IIER conta com uma segunda unidade na Baixada Santista, no município do Guarujá.

## Pesquisa e Ensino
Além de hospital, o Insituto conta com programas de formação de profissionais na área da saúde, com um programa de Residência Médica em Infectologia e um programa de pós-graduação stritu sensu (mestrado e doutorado) multidisciplinar voltado à integração de pesquisa básica e a atividade clínica em infectologia. O instituto conta ainda com uma biblioteca de acesso público.
A  associação de direito privado Centro de Estudos Emílio Ribas organiza grande parte das atividades acadêmicas do local.